# Mühlen an der Bech
Mühlen (auch Mühlen an der Bech) im Oberbergischen Kreis ist eine von 51 Ortschaften der Stadt Wiehl im Regierungsbezirk Köln in Nordrhein-Westfalen.

## Lage und Beschreibung
Der Ort liegt zwischen den Orten Drabenderhöhe im Westen und Wiehl im Osten und liegt in Luftlinie rund 2,5 km westlich vom Stadtzentrum von Wiehl entfernt. Mühlen liegt südlich der Bundesautobahn 4.

## Geschichte

### Erstnennung
1443 wurde der Ort das erste Mal in einer Urkunde über die „Einkünfte und Rechte des Kölner Apostelstiftes.“ mit der Bezeichnung Zo de Molen Herhusen erwähnt.
Knochen-, Loh- und Mahlmühlen schon im Mittelalter nachgewiesen, u. a. Zu der Herhausen Müllen (A. Mercator-Karte 1575). Herhausen ist in der benachbarten Ortschaft Linden aufgegangen. Lokal heute noch verbreiteter Familienname Herhaus.

## Wirtschaft und Industrie
Die frühere Holzwarenfabrik Noss (u. a. Ski- und Sportgeräte-Herstellung, Entwicklung des ersten Kunststoffskis zeitgleich mit Kneissl) wurde 1975–1980 aufgegeben und abgebrochen.
Der größte Arbeitgeber im Ort ist die Kampf Schneid- und Wickeltechnik GmbH & Co. KG, ein seit 1988 in die mittlerweile in Krefeld ansässige Jagenberg AG integriertes Unternehmen. Bei ihr handelt es sich um einen weltweit führenden Hersteller von Rollenschneid- und Wickelmaschinen für die Papier, Aluminium und Folien verarbeitende Industrie sowie für Kalandertechnik.
Das Gewerbegebiet Mühlen ist 6,8 ha groß. Es ist über die Landstraße 95 zu erreichen und liegt etwa. 6 km von den Anschlussstellen 24 und 25 der A 4 entfernt.

## Kirchengemeinden
- Christliche Gemeinde Wiehl – Mühlen
- Evangelisch-Freikirchliche Gemeinde Mühlen-Bielstein

## Vereine
- Posaunenchor der Ev.-Freikirchlichen Gemeinde Mühlen-Bielstein